# Edmilson Alves
Edmilson Alves (17 de febrero de 1976) es un futbolista brasileño que se desempeña como centrocampista.
Jugó para clubes como el Londrina, Fortaleza, Oita Trinita, Ceará, Vissel Kobe y Roasso Kumamoto.

## Trayectoria

### Clubes
| Club            | País          | Año         |
| --------------- | ------------- | ----------- |
| Juventus        | Brasil        | 1997        |
| ECUS            | Brasil        | 1998 - 1999 |
| Nacional        | Brasil        | 2000        |
| Londrina        | Brasil        | 2001        |
| Ubiratan        | Brasil        | 2001        |
| Fortaleza       | Brasil        | 2002        |
| Ulsan Hyundai   | Corea del Sur | 2002 - 2003 |
| Oita Trinita    | Japón         | 2003        |
| Fortaleza       | Brasil        | 2004        |
| Londrina        | Brasil        | 2005        |
| Oita Trinita    | Japón         | 2005 - 2006 |
| Londrina        | Brasil        | 2007        |
| Ceará           | Brasil        | 2007        |
| Oita Trinita    | Japón         | 2007 - 2009 |
| Vissel Kobe     | Japón         | 2010        |
| Roasso Kumamoto | Japón         | 2011        |
| Arapongas       | Brasil        | 2012        |